# Evrei montani
Evreii montani, denumiți și evrei caucazieni, sunt evrei care locuiesc în nordul și estul munților Caucaz, în principal în Rusia și Azerbaidjan. Ei sunt descendenți ai evreilor persani.